# Le Prophète (film, 1968)
Pour les articles homonymes, voir Prophète (homonymie).
Ne doit pas être confondu avec Le Prophète (film, 2014).
Pour plus de détails, voir Fiche technique et Distribution.
Le Prophète (titre original : Il profeta) est un film italien réalisé par Dino Risi, sorti en 1968.

## Synopsis
Pietro Breccia (Vittorio Gassman), épuisé par le consumérisme, a quitté femme et carrière depuis 5 ans pour se faire ermite sur le mont Soracte, sur les hauteurs de Rome.
Débusqué par une équipe de télévision flairant le scoop, il doit retourner à Rome pour s'acquitter du non-paiement de taxes pendant ses années d'ermite.
À  Rome, il tombe amoureux de Maggie (Ann-Margret), également opposée à la société de consommation, une hippie à la sexualité exubérante qui l'amène à rompre son vœu de chasteté.
Puis, finalement, Breccia se laisse convaincre de tirer profit de sa réputation et ouvre un immense restaurant à son effigie dans la capitale.

## Commentaire
Une critique féroce de la société de consommation.

## Fiche technique
- Titre : Le Prophète
- Titre original : Il Profeta
- Réalisation : Dino Risi
- Scénario : Ruggero Maccari, Dino Risi et Ettore Scola
- Musique : Armando Trovajoli
- Décors : Piero Poletto
- Costumes : Franco Carretti
- Photographie : Sandro D'Eva
- Son : Vittorio Massi
- Montage : Marcello Malvestito
- Société de production : Fair Film
- Société de distribution : Titanus
- Pays d’origine : Italie
- Format : Technicolor – Mono
- Genre : Comédie à l'italienne
- Durée : 100 minutes
- Dates de sortie :
  -  Italie : 15 février 1968

## Distribution
- Vittorio Gassman : Pietro Breccia
- Ann-Margret : Maggie
- Geoffrey Copleston : Bagni
- Dino Curcio : Menzy
- Fiorenzo Fiorentini : Luigi
- Franco Gulà : Edoardo
- Giuseppe Lauricella : Gino
- Oreste Lionello : Puccio
- Renato Marzano : Paolo
- Tiziano Montagni : Federico
- Liana Orfei : Albertina
- Evi Rigano : Tiziana Breccia
- Enzo Robutti : Alberto
- Yvonne Sanson : Carla Bagni
- Anita Saxe : Claudia
- Giovanni Ivan Scratuglia : Giuseppe
- Harry Staurt : Vittorio
- Giuseppe Altamurra
- Egidio Casolari
- Bruna Cealti
- Maria Grazia Marescalchi
- Carmen Villani

## Réception
Écrit avec Ettore Scola et Ruggero Maccari, le film n'a pas reçu d'approbation particulière de la part de la critique d'alors. Cette œuvre, hélas difficilement visible, méritant d'être réhabilitée, est pourtant très représentative du grand talent de Risi, de sa façon de se gausser des saillies, plus ou moins décomplexées, de la société moderne, de ses émancipations autant que de ses démons. 
L'esthétique Pop des années 1960 est ici fort bien exposée, tout le charme all'italiana y est à savourer. La bande originale reste exaltante et sexy aussi.